# نادي غروسيتو
نادي غروسيتو (بالإيطالية: Unione Sportiva Grosseto 1912)‏ هو نادي كرة قدم إيطالي مقره في مدينة غروسيتو، توسكانا. تأسس النادي في عام 1912 باسم Unione Ginnico Sportiva Grossetana. الاسم المستعار الأكثر ارتباطًا بالفريق هو grifone، بعد شعاره، الذي يصور غريفون. ألوانه باللونين الأحمر والأبيض، ويلعب حاليًا في دوري الدرجة الثالثة، المستوى الثالث لكرة القدم الإيطالية.